# Dietetika
Dietetika (odvozeno od starořeckého δίαιτα) je nauka zabývající se způsobem života a opatřeními, která přispívají k udržení či navrácení fyzického a duševního zdraví. V lékařství bývá tento pojem převážně spojován s výživovými doporučeními a dietami (od starořeckého διαιτητική), ale termín dietetika je širší a souvisí i s jinými vědními obory.

## Zakladatelé

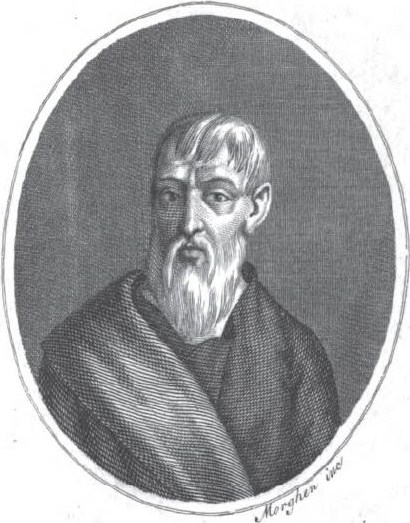
Herodikos (starořecky Ἡρóδιĸος) ze Selymbrie

Zakladatel dietetiky, Herodikos ze Selymbrie, zastával již v 5. století př. n. l. tento názor: Zdraví vzniká, žije-li tělo v harmonii se svou přirozeností; nemoc naproti tomu vzniká, žije-li tělo v rozporu s přirozeností. Jeho myšlenky rozvinul Hippokratés ve svém díle o řízené životosprávě: Člověk nesmí dbát jen o své tělo, nýbrž i o své životní prostředí, chce-li být zdráv. Hippokratovské poznatky rozšířil ve starověkém Římě řecký lékař Galén a rozšířil je o zásady sex res non naturales. Ve svém učení popsal šest oblastí života ovlivňujících zdravotní stav jedince, které má ve svých rukou člověk a může je svým chováním korigovat. Jde o:
- aer (světlo a vzduch)
- cibus et potus (jídlo a pití)
- motus et quies (pohyb a odpočinek)
- somnus et vigilia (spánek a bdění)
- secreta et excreta (vylučování) nebo repletio et inanitio (plnění a vyprazdňování)
- affectus animi nebo accidentia animae (emoce, duševní stav)

Na základech tohoto učení pak vznikla první škola univerzitního typu – Schola medica salernitana.

## Regimina sanitatis
Poté, až do vrcholného středověku, se dietetika stala středobodem lékařství a opírala se přitom o výše zmíněné zásady sex res non naturales. Ale nejen lékařské texty, nýbrž i texty teologické a scholastické obsahovaly praktické rady na správnou výživu, dietu, půst, pohyb, sport, práci, spánek, koupele, životní prostředí, biorytmy, sexuální aktivity atd. Tak vznikl nový literární žánr nazvaný Regimina sanitatis (režim zdravotní péče, učení o zdraví), kterému se věnovalo mnoho autorů své doby. Nejznámějším spisem je Regimen sanitatis Salernitanum. Odborná literatura pozdního středověku a raného novověku se zabývala především návody na ochranu zdraví a prevenci (včetně Českých zemí).

## Pravidla v klášterech
Velká postava latinské patristiky svatý Augustin (354–430) se často řadí ke středověké filozofii, protože na středověk měl velký a trvalý vliv. Později ho následoval Svatý Benedikt (483–543). Řehole svatého Augustina a Řehole svatého Benedikta (latinsky Regula Benedicti) podrobně stanovují pravidla života řeholníků v klášterech a respektují v nich zdravou životosprávu. Pokračovatelem sv. Benedikta byl Albertus Magnus a Hildegarda z Bingenu. Obě tyto osobnosti pojednávají ve svých naukách o asketických cvičeních dle pravidel dietetiky. Cílem těchto cvičení bylo pevnější zdraví.